# Planície de Bassiana
A planície de Bassiana (em turco: Pasen ovası; em armênio: ԲասԷնի դաշտ; romaniz.: Basēni dašt) é uma planície da Anatólia, hoje localizada na província de Erzurum. Tem 1750-1800 de altura, cerca de 80 quilômetros de comprimento e 20-50 quilômetros de largura. Se estende da planície de Erzurum à região de Calzervã (Kałzrwan) e faz divisa com as montanhas Pônticas ao norte e com o planalto Armênio ao sul. É dividida em Alta Bassiana, que se espalha pela bacia do rio Murde (rio Hassancale), e Baixa Bassiana ou Bassiana Interior, que se espalha pelo vale do Aras. Pântanos são bastante comuns na parte oriental, mas geralmente possui terras férteis e era conhecida como um importante centro de agricultura desde a Antiguidade.